# Perryville (Arkansas)
Perryville é uma cidade localizada no estado americano de Arkansas, no Condado de Perry.

## Demografia
Segundo o censo americano de 2000, a sua população era de 1458 habitantes.
Em 2006, foi estimada uma população de 1451, um decréscimo de 7 (-0.5%).

## Geografia
De acordo com o United States Census Bureau, a localidade tem uma área de 12,4 km², sem área coberta por água. Perryville localiza-se a aproximadamente 90 m acima do nível do mar.

## Localidades na vizinhança
O diagrama seguinte representa as localidades num raio de 24 km ao redor de Perryville.